# Renié Conley
Renié Conley (eigentlich Irene Brouillet; * 31. Juli 1901 in Republic, Washington; † 12. Juni 1992 in Los Angeles County, Kalifornien) war eine US-amerikanische Kostümbildnerin, die bei der Oscarverleihung 1964 den Oscar für das beste Kostümdesign für den Film Cleopatra erhielt.

## Leben
Nach dem Schulbesuch studierte Renié Kostümdesign am Chouinard Art Institute in Los Angeles sowie an der University of California, Los Angeles (UCLA), ehe sie anschließend als Kostümbildnerin an Theatern arbeitete. Nachdem sie einige Zeit als Zeichnerin für Kostümentwürfe bei den Filmproduktionsgesellschaften MGM und Paramount Pictures gearbeitet hatte, wurde sie 1936 Kostümbildnerin bei RKO Pictures für Filme wie Fräulein Kitty mit Stars wie Ginger Rogers. 1950 verließ sie RKO Pictures und war danach zunächst Mitarbeiterin von 20th Century Fox, ehe sie ab 1954 als freiberufliche Kostümbildnerin arbeitete.

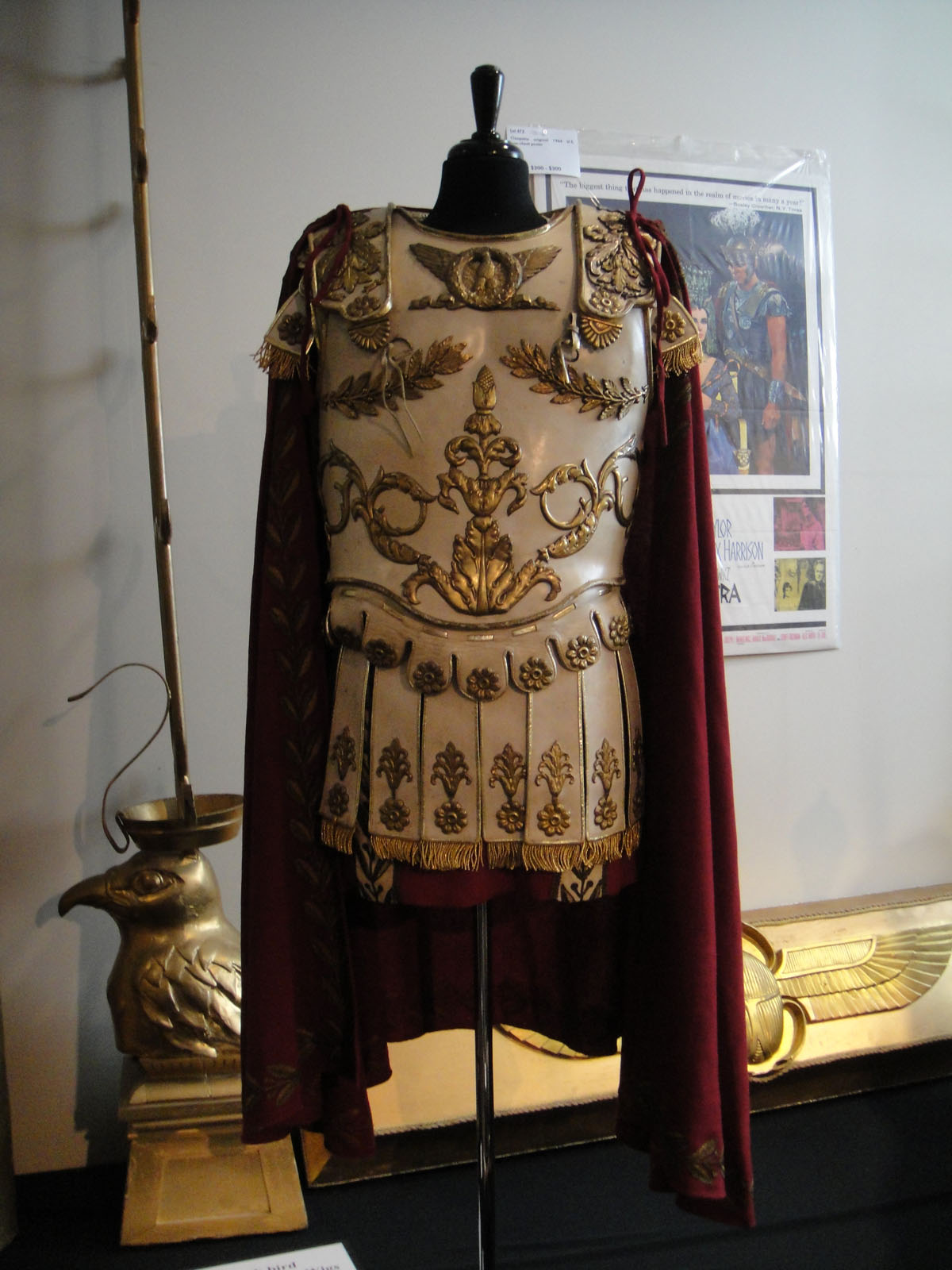
Kostüm von Richard Burton aus dem Film Cleopatra (1963)

Im Jahr 1952 wurde sie mit Charles Le Maire erstmals für den Oscar für das beste Kostümdesign nominiert und zwar für den Schwarzweißfilm The Model and the Marriage Broker (1951). 1954 folgte zusammen mit Le Maire eine weitere Oscar-Nominierung für den Schwarzweißfilm Gefährtin seines Lebens (1953) ebenso wie 1960 für den Farbfilm Der Fischer von Galiläa (1959). 1955 gehörte sie auch zu den ersten Kostümdesignern für das in Anaheim eröffnete Disneyland Resort und entwarf dort unter anderem die Kleider für mehrere Themengebiete.
Bei der Oscarverleihung 1964 erhielt sie schließlich zusammen mit Irene Sharaff und Vittorio Nino Novarese den Oscar für das beste Kostümdesign in dem Farbfilm Cleopatra (1963). Eine letzte Nominierung für einen Oscar in dieser Kategorie erhielt Renié 1979 für die Kostüme in Der Herr der Karawane (1978). Eine ihrer letzten Arbeiten lieferte sie für Kathleen Turner in Heißblütig – Kaltblütig (1981). Darüber hinaus war sie eine der Gründer und später Präsidentin der Costume Designers Guild, der Gilde der Kostümbildner, und außerdem Dozentin für Kostümdesign in Los Angeles.
Renié Conley verstarb am 12. Juni 1992 in ihrem Haus und wurde von ihrem Mann, Leland Hawes Conley, überlebt. Sie hinterließ einen Sohn aus ihrer ersten Ehe mit dem Stummfilmschauspieler Truman Van Dyke Sr. (1897–1994), sowie jeweils zwei Enkel und Urenkel.

## Filmografie (Auswahl)
- 1937: Criminal Lawyer
- 1937: Quick Money
- 1938: Sky Giant
- 1938: Annabel Takes a Tour
- 1940: Mexican Spitfire
- 1940: Men Against the Sky
- 1940: Fräulein Kitty (Kitty Foyle)
- 1941: Tom, Dick und Harry (Tom Dick and Harry)
- 1941: Unexpected Uncle
- 1942: Mexican Spitfire Sees a Ghost
- 1942: Die Flotte bricht durch (The Navy Comes Through)
- 1942: Katzenmenschen (Cat People)
- 1943: Ladies’s Day
- 1943: The Sky’s the Limit
- 1943: Gildersleeve on Broadway
- 1944: The Falcon in Mexico
- 1944: Music in Manhattan
- 1944: None But the Lonely Heart
- 1945: Two O’Clock Courage
- 1945: Cornered
- 1945: Pan-Americana
- 1945: Sing Your Way Home
- 1947: A Likely Story
- 1947: Die lange Nacht (The Long Night)
- 1948: Der Schrecken von Texas (Return of the Bad Men)
- 1948: Gangster der Prärie (Station West)
- 1949: Der Kampf um den Sonora-Pass (Roughshod)
- 1951: Mr. Belvederes zweite Jugend (Mr. Belvedere Rings the Bell)
- 1951: The Model and the Marriage Broker
- 1951: As Young as You Feel
- 1953: Taxi
- 1953: Gefährtin seines Lebens (The President’s Lady)
- 1955: Ein Mann namens Peter (A Man Called Peter)
- 1957: Eva mit den drei Gesichtern (The Three Faces of Eve)
- 1959: Der Fischer von Galiläa (The Big Fisherman)
- 1963: Cleopatra
- 1964: Circus-Welt (Circus World)
- 1966: Kanonenboot am Yangtse-Kiang (The Sand Pebbles)
- 1978: Der Herr der Karawane (Caravans)
- 1981: Heißblütig – Kaltblütig (Body Heat)
- 1981: Soggy Bottom, U.S.A.